# Església de Sant Jordi d'Ilori

Dibuix de l'església d'Ilori per Teramo Castelli

L'església de Sant Jordi d'Ilori (en georgià: ილორის წმ. გიორგის ეკლესია) és un edifici religiós medieval, originàriament de l'Església ortodoxa de Geòrgia, al poble d'Ilori, del districte d'Ochamchira d'Abkhàzia (Geòrgia). L'església va ser construïda en el primer quart del segle xi i representa un dels llocs més importants de l'arquitectura georgiana occidental. També es considera un dels llocs religiosos més importants de la Geòrgia occidental medieval. L'edifici té un disseny d'una única nau.
Durant la seva llarga història, l'església va patir diverses modificacions arquitectòniques importants i va ser reparada per Levan II Dadiani al segle xvii, i després va ser incendiada en els atacs realitzats pels turcs otomans el 1736. L'edifici finalment va ser restaurat novament pels prínceps d'Odishi a la segona meitat del mateix segle.
L'edifici d'Ilori ha estat descrit per molts investigadors i missioners occidentals i georgians. L'historiador del segle xviii F. Bagration escriu que «hi ha una església de Sant Jordi a Ilori... Hi ha una església sense cúpula (russa), petita, rica i decorada...» La informació sobre l'església d'Ilori s'ha conservat en els escrits dels missioners catòlics Jean Chardin, Dubois de Monpere, Marie Brosse, A. Pavlinov, D. Bakradze i d'altres.
El 9 de febrer de 2011, el govern abkhaz va transferir l'església a cura perpètua de l'Església ortodoxa Abkhàzia.

## Controvèrsia de restauració
Al 2010, l'església va ser restaurada. Segons el govern de Geòrgia, això va causar greus danys al caràcter històric de l'església. Va acusar el govern d'Abkhàzia d'arrebossar parts de l'exterior i l'interior de l'església que presentaven inscripcions i frescs georgians, i de reemplaçar la cúpula d'estil georgià per una d'estil rus. El govern de Geòrgia va instar les organitzacions internacionals de conservació i, en particular la UNESCO, a intervenir-hi.
Demur Bzhània, cap de la Direcció d'Abkhàzia per a la Protecció del Patrimoni Cultural, va declarar que el sacerdot de l'església no havia coordinat la reconstrucció amb la seva oficina, i va admetre que la situació de la cúpula hauria de ser corregida. Tanmateix, va defensar el blanqueig de les parets, al·legant que no s'havia tocat l'interior i que les fotografies antigues de l'exterior de l'església no mostraven cap inscripció o mural d'estil georgià. Segons el cap de l'Església ortodoxa Abkhàzia, Vissarion Aplaa, l'església originàriament no tenia cúpula, i el seu caràcter històric es va veure afectat, per primera vegada, quan les autoritats georgianes van col·locar una cúpula d'estil georgià a la part superior durant els anys quaranta i cinquanta del segle xx. Aquesta cúpula s'havia ensorrat durant la Guerra entre Geòrgia i Abkhàzia de 1992-1993, i ara el sacerdot local l'havia reemplaçada amb una nova cúpula per evitar que l'aigua entrés a l'església.
El tema també va ser plantejat per la delegació de Geòrgia en la 25a reunió per a la prevenció d'incidents a Chuburkhindji el 22 de febrer de 2011, exigint una visita conjunta a l'església. Viacheslav Chirikba, enviat especial del president abkhaz, va declarar en el període previ a la reunió que Geòrgia no tenia autoritat per plantejar el problema, i que el cap de l'EUMM Georgia, Hansjörg Haver, i el representant especial de l'ONU, Antti Turunen, van tenir l'oportunitat durant el període informal per fer visites per convèncer-se que el caràcter històric de l'església no havia estat compromès. L'església també va ser visitada pel representant especial de la Unió Europea, Pierre Morel, el 18 de febrer de 2011.

## Condició actual
El territori està actualment ocupat per Rússia, per la qual cosa és impossible estudiar i realitzar les obres apropiades. Però hi ha informació que, el 2010, els separatistes abkhazos i els ocupants russos van instal·lar la cúpula russa a l'església georgiana del segle xi per esborrar completament qualsevol senyal georgiana de les façanes externes; les internes van ser-ne repintades parcialment en blanc; la part oriental, on s'havien tallat les inscripcions georgianes, està completament enlluïda. S'han instal·lat aires condicionats contemporanis a l'església.
L'església de Sant Jordi d'Ilori ha rebut l'estatus de Monument Cultural destacat de Geòrgia.
El 23 de novembre de 2009, el Banc Nacional de Geòrgia va emetre una moneda de plata commemorativa amb un valor nominal de 10 lari amb la imatge de l'església d'Ilori amb motiu del Dia de Sant Jordi. El pes n'és de 28,28 grams, i el diàmetre de 38,61 mil·límetres. S'han emès 1.500 exemplars. Les monedes van ser creades per Temur Akhzadze (anvers) i Mamuka Gongadze (revers).
El 6 de desembre de 2010, el Banc Nacional de Geòrgia va emetre una moneda amb la imatge l'església d'Ilori en la sèrie «Monuments històrics d'Abkhàzia». El pes n'és de 33.94 ± 0.31 grams, el diàmetre de 39 mil·límetres. Se n'han emès 1.000 còpies. L'artista és Batal Japuan.